# Milton Brandão
Milton Brandão es un municipio brasileño del estado del Piauí. Se localiza a una latitud 04º41'04" sur y a una longitud 41º25'20" oeste, estando a una altitud de 322 metros. Su población estimada en 2004 era de 7 721 habitantes.
Posee un área de 1188,9 km².

## Localización
Milton Brandão está localizado en la Microrregión de Campo mayor, en la Carretera PI-216, que termina en Juazeiro del PI. Tiene como límites los siguientes municipios:
Norte: Pedro II 
 Sul: Burití de los Montes y Juazeiro del Piauí. 
 Oeste: Sigefredo Pacheco, Capitán de Campos y Jatobá del Piauí.